# 廣東大鵬液化天然氣接收站
廣東大鵬液化天然氣接收站（GDLNG），是中國內地第一座液化天然氣接收站，位於深圳大鵬半島迭福灣近秤頭角（香港東平洲對岸），於2005年封頂，2006年完工，負責接收由澳洲西北氣田開採的天然氣，並將之輸送至珠三角各用戶（包括香港中華煤氣兩所煤氣廠及香港電燈南丫發電廠）。此接收站與在2017年啟用、位於本站西北方的中海石油深圳液化天然氣接收站（SZLNG，只有中海油及深圳能源集團參與）相鄰。全站除槽車站外，均已被列入中國邊檢禁區範圍。

## 歷史
接收站所在地點前身為下沙碼頭。
1993年，內地當局已打算在華南地區率先引進使用天然氣，並於1996年11月就中國首個液化天然氣站選址研究。最後，在惠州市長嘴角、珠海市南逕灣及深圳市迭福灣三個接收站選址中，選了最後者（現時站址）。在1998年12月尾，國家當局確定以廣東省作中國第一個天然氣項目試點，並批准此站計劃開展。
廣東大鵬液化天然氣接收站項目於翌年正式立項，由中國海洋石油負責，並引入BP作第二大股東。
接收站於2003年12月動工。而珠三角（包括香港）各用戶公司，則於2000至03年間入股。
直到2005年，此站儲氣罐及在廣州市橫越珠江的輸氣隧道分別升頂及貫通；其中，是次儲氣罐升頂，乃是中國第一次完成天然氣儲氣罐建造工程。而在2006年中，此接收站連供氣管道正式啟用，為珠三角各城市提供天然氣作發電、生產煤氣之用。）
2019年7月19日，廣東大鵬液化天然氣接收站成为中華人民共和國首个进口液化天然氣突破千船的接收站。
2023年9月7日，广东大鹏液化天然气接收站累计液化天然气进口量突破1亿吨。

## 股權
此站由廣東大鵬液化天然氣有限公司持有，股權結構如下：
- 中國海洋石油（33%）
- BP（兩家子公司共30%，而BP亦持有澳洲西北氣田）
- 深圳市燃氣集團（中華煤氣佔燃氣集團26.46%，即間接持有約2.6%GDLNG權益）[8]（10%）
- 廣東粵電（6%）
- 深圳能源集團（4%）
- 香港電燈（3%）
- 香港中華煤氣（直接持有3%，加上經深圳市燃氣集團持有之2.6%，合共約5.6%）
- 東莞市能源投資集團（2.5%）
- 佛山市能源集團（2.5%）
- 廣州燃氣集團（廣州發展集團子公司）（6%）

## 設備
接收站設有1個碼頭及4個容量為16萬立方米天然氣儲缸（其中2個在2006年啟用，另外2個在2007及2015年啟用），以儲存天然氣；此外亦設有9台氣化裝置，以便將天然氣氣化後再作輸送（包括7台海水熱交換器及2台氣化爐；在用氣高峰時期，2台氣化爐會啟用，以加快輸氣）；而在接收站邊檢禁區外，另設有一個槽車站，方便未設輸氣管道的用戶。另外，接收站亦持有三艘天然氣運輸輪（大鵬月、大鵬昊及大鵬星）及拖船（通常以四艘拖船牽引一艘氣輪），以便將天然氣海運至本站。目前，接收站每天早上約10至11時左右，都會有一班天然氣輪靠泊並卸載液化天然氣，主要來自澳洲，但有時亦會有來自中東地區的氣輪靠泊。

## 輸送網絡
由接收站輸出至珠三角內地地區的管道共有三組，由坪山分輸站起分開：一條主要供深圳市使用（而接收站一街之隔的燃氣輪機發電廠，則以專用管道供氣，不經分輸站），由分輸站至大鏟灣燃氣輪機發電廠，並設一支線連接美視煤氣廠；一條主要供惠州市使用；而主幹則主要供應東莞市、廣州市及佛山市。整個網絡中，內地共有七座發電廠、四座煤氣廠及一座煉油廠從本站供氣。而香港一方則有兩條輸氣管道，由槽車站側的計量撬處下海，直達用戶（不經坪山分輸站）：一條海底管道經香港東南水域輸往香港電燈南丫發電廠，另一條經赤門海峽及吐露港輸往中華煤氣大埔工業邨煤氣廠，並取道用於輸送煤氣的煙墩山隧道分輸至馬頭角後備煤氣廠。

## 另見
- 香港能源#燃氣